# رالف لاثام
رالف لاثام (بالإنجليزية: Ralph Latham)‏ هو لاعب كرة قدم أسترالية أسترالي، ولد في 17 أكتوبر 1924، وتوفي في 11 يونيو 2012.

## وصلات خارجية
- رالف لاثام على موقع AustralianFootball.com (الإنجليزية)
- رالف لاثام على موقع AFLtables.com (الإنجليزية)